# Aprometopis minima
Aprometopis minima är en tvåvingeart som beskrevs av Lamb 1918. Aprometopis minima ingår i släktet Aprometopis och familjen fritflugor. Inga underarter finns listade i Catalogue of Life.